# Championnat de France de football américain 1985
Navigation
Saison 1984 Saison 1986
La saison 1985 du casque d’or est la 4e saison du championnat de France de football américain de D1 qui voit le sacre des Jets de Paris.

## Participants
À noter que les Anges Bleus de Montreuil sont suspendus pour cause de professionnalisme.
- Castors de Paris
- Spartacus de Paris
- Challengers de Paris
- Paris Jets (apparition)
- Cherokees d'Antony (apparition)

## Résultats
|  | Demi-finales         | Demi-finales |                      |   | Finale                  | Finale |
|  | Demi-finales         | Demi-finales |                      |   | Finale                  | Finale |
|  |                      |              |                      |   |                         |        |
|  |                      |              |                      |   | Stade Jean Bouin, Paris |        |
|  |                      |              |                      |   |                         |        |
|  | Challengers de Paris | V a.p        |                      |   |                         |        |
|  | Challengers de Paris | V a.p        |                      |   |                         |        |
|  | Spartacus de Paris   | D            |                      |   |                         |        |
|  | Spartacus de Paris   | D            | Challengers de Paris | 0 |                         |        |
|  |                      |              | Challengers de Paris | 0 |                         |        |
|  |                      | Paris Jets   | 6                    |   |                         |        |
|  | Paris Jets           | Paris Jets   | 6                    | V |                         |        |
|  | Paris Jets           |              |                      | V |                         |        |
|  | Castors de Paris     | D            |                      |   |                         |        |
|  | Castors de Paris     | D            |                      |   |                         |        |

## Source
- (fr) Elitefoot